# بخش لو اور
بخش لو اور (به فرانسوی: Arrondissement du Havre) یک بخش در فرانسه است که در سن-ماریتیم واقع شده‌است.